# جانوران بدون کشور (فیلم)
دد خویان بی مرز و بوم (انگلیسی: Beasts of No Nation) یک فیلم درام و جنگی آفریقایی به کارگردانی کری فوکوناگا است که در سال ۲۰۱۵ منتشر شد. از بازیگران آن می‌توان به ادریس البا و ابراهیم عطاء اشاره کرد.
این فیلم اولین بار سپتامبر ۲۰۱۵ در بخش مسابقه بین‌الملل هفتاد و دومین جشنواره فیلم ونیز به نمایش درآمد و ابراهیم عطاء برای کار خود در این فیلم جایزه بهترین بازیگر مرد یا زن جوان جشنواره را دریافت کرد. این فیلم دربارهٔ یک آگو، کودک‌سرباز در آفریقای غربی است که مجبور می‌شود زیر نظر یک جنگ‌سالار خدمت کند و از روی رمانی نوشته اوزودینما آیویلا نویسنده نیجریه‌ای ساخته شده‌است.